# Relaciones Colombia-Estados Unidos

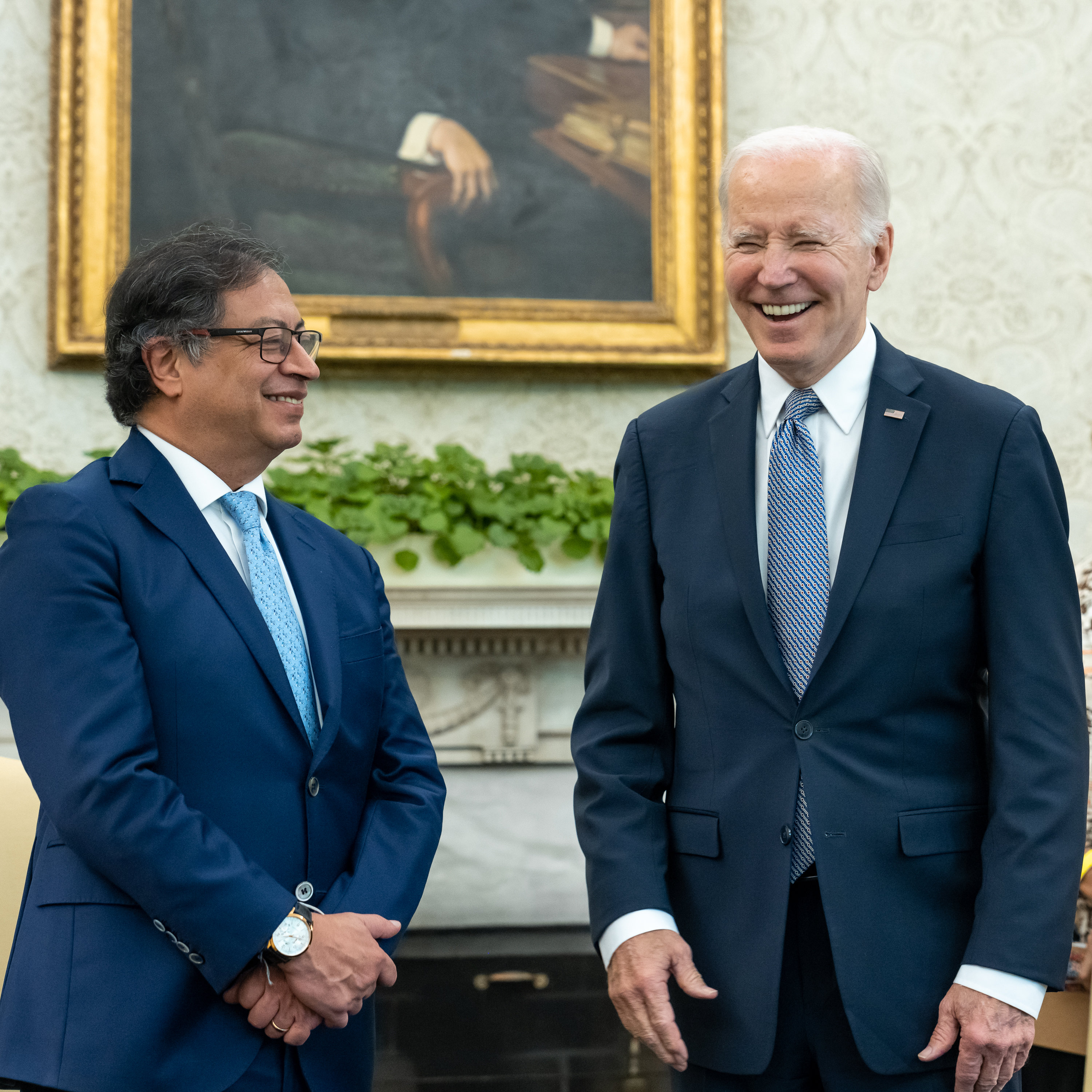
Presidente Gustavo Petro con el presidente Joe Biden, en abril de 2023.

Las relaciones entre Colombia y Estados Unidos han evolucionado de la mutua cordialidad durante el siglo XIX y principios del siglo XX hacía una reciente alianza que vincula a los gobiernos de ambas naciones alrededor de varios asuntos claves, entre los que se incluye la guerra contra las drogas y la amenaza del terrorismo, desde los Atentados del 11 de septiembre de 2001. Durante la segunda mitad del siglo XX, diferentes administraciones de Estados Unidos se han involucrado en los asuntos internos de Colombia a través del diseño y la implementación de políticas relacionadas con esos asuntos. Algunos críticos de las políticas de Estados Unidos hacía Colombia, tales como el profesor de derecho John Barry, consideran que la influencia de Estados Unidos ha catalizado los conflictos internos y, de manera sustancial expandido el alcance y la naturaleza de los abusos de derechos humanos en Colombia. Aquellos que en contra de este análisis, como el Subsecretario de Estado Marc Grossman, creen que los Estados Unidos han promovido el respeto por los derechos humanos y el mandato de la ley en Colombia, además de la lucha contra las drogas y el terrorismo. En el año 2008, el presidente George W. Bush afirmaría ser amigo del presidente colombiano de ese entonces y mostró su orgullo por las relaciones de Estados Unidos con Colombia. Colombia es actualmente el aliado más importante de los Estados Unidos en América Latina.

## sigloXIX
Aunque Colombia y los Estados Unidos tenían relaciones cordiales y amistosas durante el siglo XIX, los estadounidenses intervinieron militarmente en Colombia. Más concretamente en Panamá que en ese entonces era territorio colombiano, por un acuerdo entre ambos estados conocido como Tratado Mallarino-Bidlack.
Con dicho tratado se inició formalmente las ‘relaciones económicas, sociales y políticas’ de los Estados Unidos de América con la República de Colombia y Panamá, trayendo como consecuencia un retardo en la separación del istmo de la Nueva Granada al impedir movimientos de emancipación durante la segunda mitad del siglo XIX.
Posteriormente, para septiembre de 1857, se dio el Tratado Herrán Cass, mediante el cual la Nueva Granada aceptó la culpabilidad de los hechos sucedidos en abril de 1856, y se comprometió a pagar indemnizaciones por los hechos ocurridos. El total a pagar de Nueva Granada fue de 412 394 dólares como compensación económica a los Estados Unidos. No obstante, luego de cumplirse las exigencias antes citadas, los daños ocasionados a los panameños quedaron en el olvido.

## SigloXX

### Principios delsigloXX

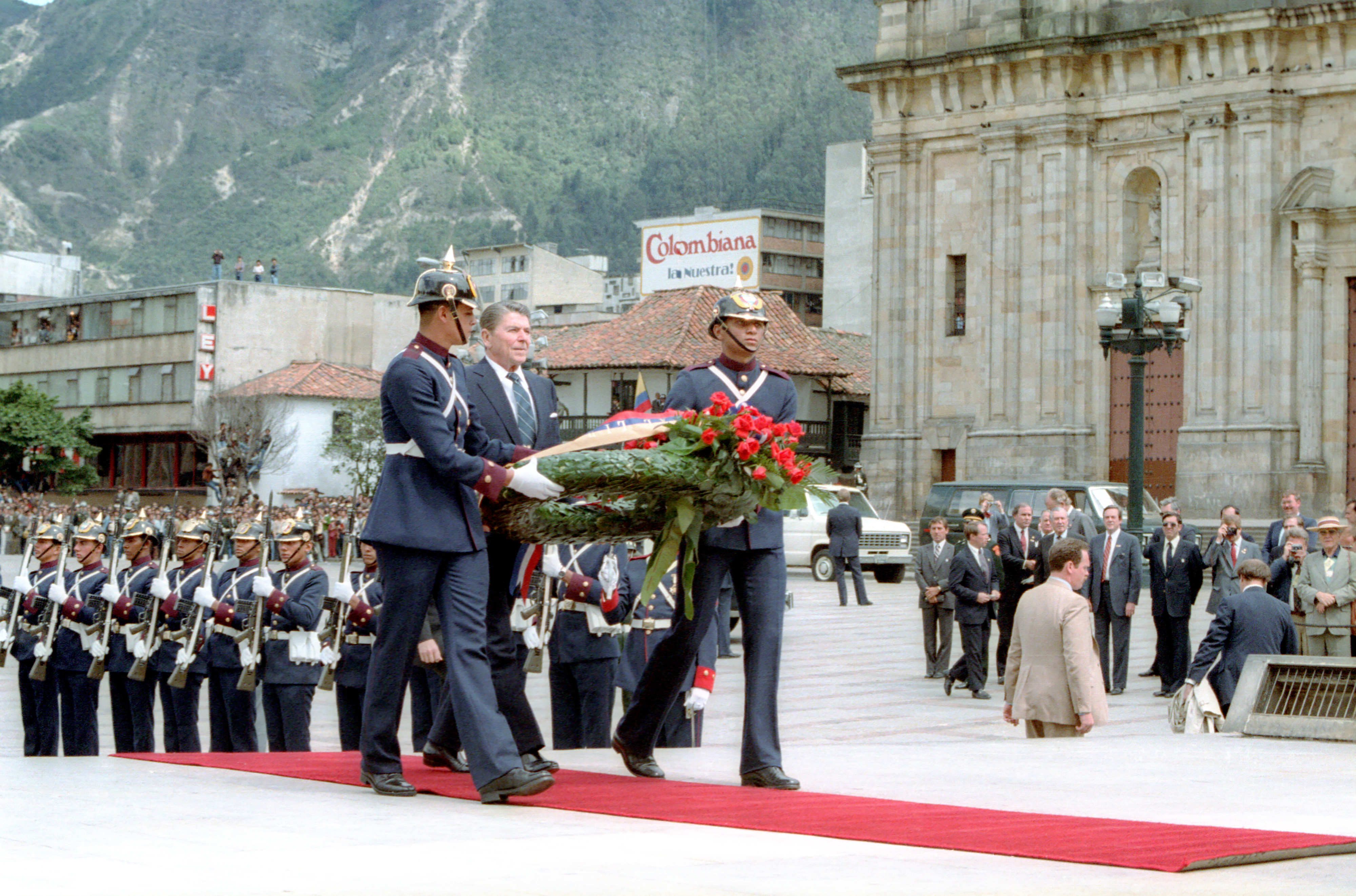
Ronald Reagan dejando un homenaje floral frente a la estatua de Simón Bolívar en Bogotá en 1982.

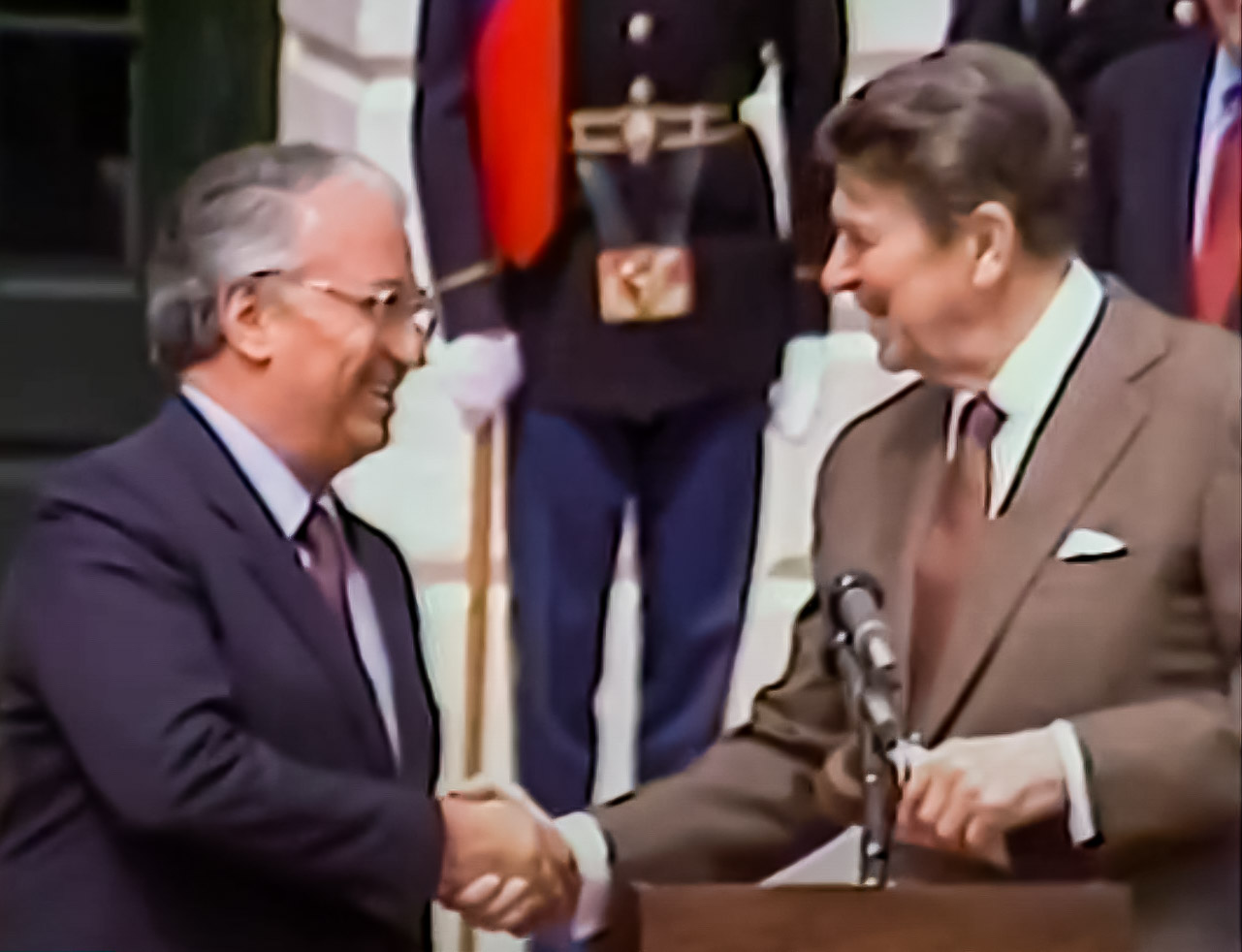
Belisario Betancur con Ronald Reagan en Washington en 1985.

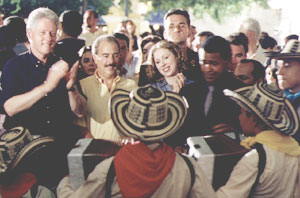
Andrés Pastrana, junto a Bill Clinton, en Cartagena en el año 2000.

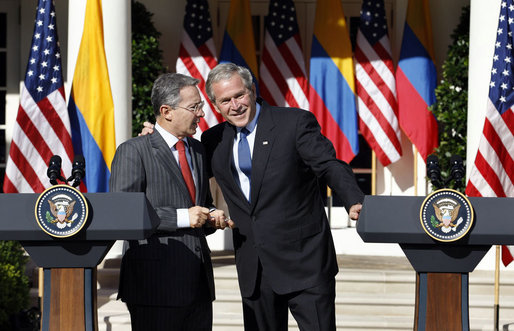
Álvaro Uribe y George W. Bush en la Casa Blanca en 2008.

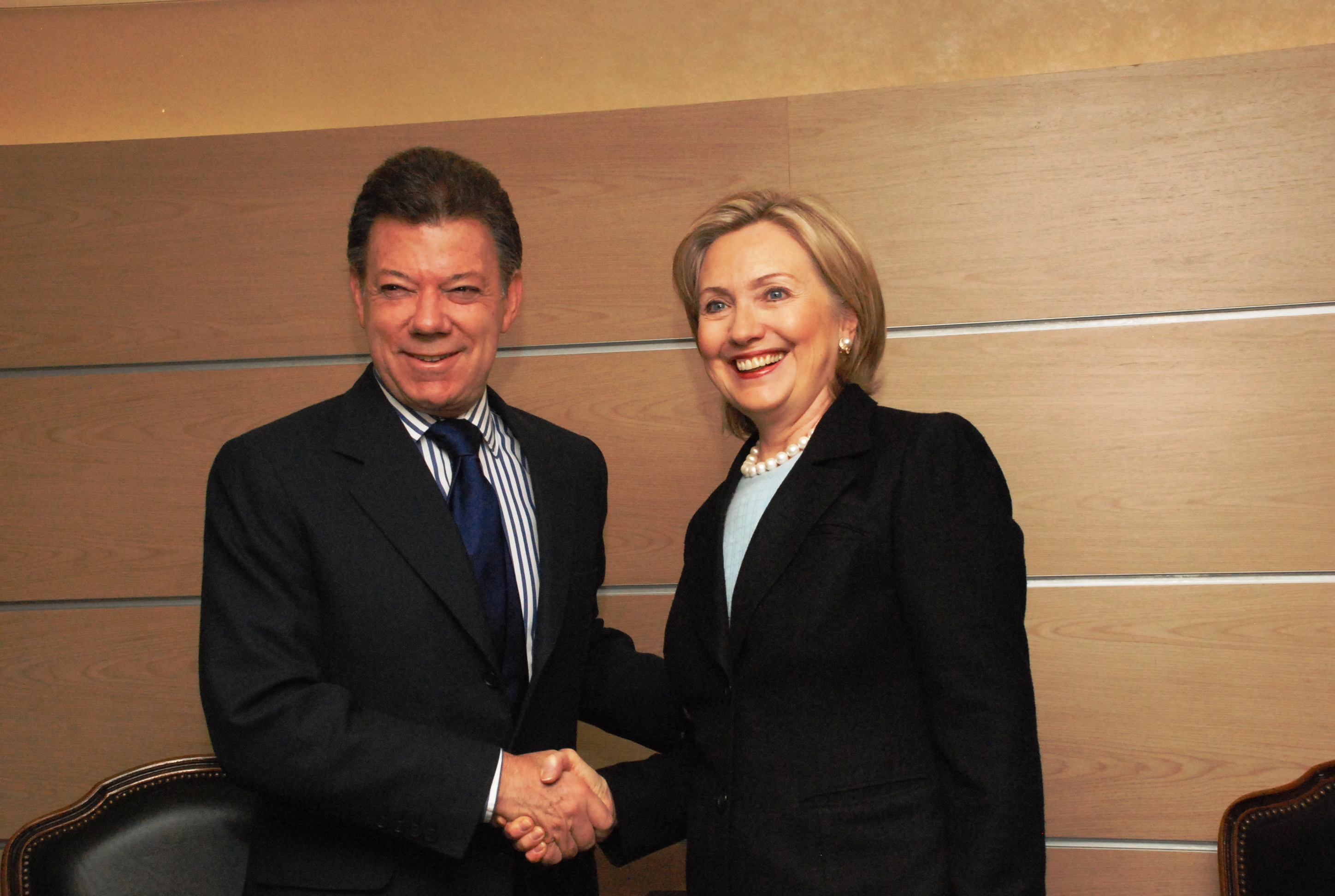
Juan Manuel Santos y Hillary Clinton en Bogotá en 2010.

Las relaciones entre ambos países pasaban por un buen momento, Colombia en esos momentos vivía una guerra civil. Estados Unidos para defender sus intereses sobre el futuro Canal de Panamá envió un contingente de la Marina quien desembarco en 1902 e inmediatamente su comandante envía un telegrama ordenando el cese al fuego a las partes involucradas en el conflicto. Finalmente la paz se firma a bordo del Acorazado, en Wisconsin.
Después del fracaso por parte de la compañía francesa del Ingeniero Ferdinand de Lesseps en 1902, los Estados Unidos entran a negociar con Colombia, y finalmente se firma en Washington el Tratado Herrán-Hay, donde Colombia otorgaba unos derechos que el Senado del país andino declaró inadmisibles por considerarlos violatorios de la soberanía nacional.
Las relaciones fueron tensas durante las dos primeras décadas del siglo XX como resultado de la intervención del Presidente Theodore Roosevelt en la Separación de Panamá. A pesar de la tensión diplomática, las relaciones económicas con los Estados Unidos son de gran importancia para Colombia, incluso en los comienzos del siglo XX, los Estados Unidos fueron el principal mercado para principales productos de exportación y fuente de ingresos: El café y banano.
A principios de 1920 el presidente colombiano Marco Fidel Suárez (en el cargo desde 1918 hasta 1921) abogó por una doctrina llamada Respice Polum (Mirar Al Polo o Mirar al Norte), que vincula el destino de Colombia a la "North Star" (Estrella del Norte), los Estados Unidos, a través de la geografía, el comercio y la democracia. En Colombia poderosos exportadores de café son particularmente aficionados a la doctrina. Enrique Olaya Herrera, el primer presidente de los Liberales del siglo (en el cargo desde 1930 hasta 1934) reafirmó la doctrina Estrella del Norte, pero Colombia no adopta plenamente hasta que la nación recibió con entusiasmo al presidente de los Estados Unidos Franklin D. Roosevelt con su política del Buen Vecino.
Un acuerdo de Estados Unidos para proporcionar una misión de entrenamiento militar y en 1940 acuerdo comercial bilateral fortalecieron antes de la Segunda Guerra Mundial las relaciones entre Bogotá y Washington. La posición de Colombia como un estrecho aliado de Estados Unidos se hizo evidente durante la Segunda Guerra Mundial. Aunque Bogotá tuvo compromiso con la causa aliada no dispuso el envío de tropas, Colombia y su estratégica posición en el Caribe y su cercanía al Canal de Panamá y su favorable posición con respecto de los Estados Unidos en la región eran útiles a las naciones aliadas.

### Mitad delsigloXX
La asociación de Colombia con los Estados Unidos llevó a Colombia a contribuir con tropas a la Fuerza de paz de la ONU en la guerra de Corea (1950-1953), contribuyendo con un batallón y tres fragatas. Colombia también proporcionó tropas a la Fuerza de Emergencia de la ONU en el Conflicto de Suez (1956-1958).
Colombia se convirtió en uno de los mayores receptores de ayuda de los Estados Unidos en América Latina en la década de 1960 y principios del decenio de 1970. Gran parte de la ayuda de los Estados Unidos fue diseñado para permitir a Colombia la facilidad de su balanza externa de pagos problemas internos al tiempo que aumenta su desarrollo económico mediante la industrialización, así como las reformas agraria y social. Sin embargo, Colombia no ha aplicado estas importantes reformas. En la década de 1960 y principios del decenio de 1970, muchos colombianos se han convertido en los encargados de formular políticas desencantados con la Alianza para el Progreso, un programa concebido durante la administración del Presidente John F. Kennedy, que instó a los Estados Unidos una amplia asistencia financiera a América Latina, así como de América Latina para apoyar las medidas de cambio social, como la reforma agraria de Estados Unidos y con la asistencia económica en general. Muchos consideraron que la dependencia económica de Colombia con los Estados Unidos no había hecho sino aumentar. Para 1975, sin embargo en Estados Unidos se compra sólo el 28 por ciento de las exportaciones de Colombia, en comparación con 40 a 65 por ciento durante el decenio de 1960. En 1985 los Estados Unidos representaron el 33 por ciento de las exportaciones colombianas y el 35 por ciento de las importaciones colombianas.
Aunque Colombia ha votado bastante consecuente con los Estados Unidos en los foros internacionales de seguridad, tales como la Asamblea General de la ONU y del Consejo de Seguridad, su voluntad de seguir el ejemplo de los Estados Unidos en el sistema interamericano se ha convertido en menos pronunciado a mediados de la década de 1970. En 1975 el presidente López Michelsen reanudó las relaciones diplomáticas con Cuba. Asimismo, se negó además a la asistencia económica de EE. UU. a Colombia y terminó la financiación de la Agencia de los Estados Unidos para el Desarrollo Internacional, quejándose de que su nación se encontraba en dependencia económica resultante de la ayuda extranjera. Otros indicadores de Alfonso López Michelsen independientemente de la posición incluía su negativa a condenar la intervención de Cuba en la guerra civil de Angola, su disposición a reconocer el nuevo gobierno marxista de Angola, y su apoyo a Panamá en su deseo de negociar un nuevo tratado del canal con los Estados Unidos.
Durante la primera mitad de su administración, el presidente Julio César Turbay, continuó la política de no alineación. Siguió la política exterior de independencia en 1979 cuando su ministro de Relaciones Exteriores junto con los cancilleres de otros países andinos reconocieron la guerrilla sandinista en Nicaragua como una fuerza beligerante.

### Década de 1980
El gobierno de Turbay se retiró de su política de no alineados sin embargo preocupado por la dirección ideológica del gobierno sandinista de Nicaragua, con reivindicaciones territoriales de las islas del Caribe y el apoyo de Cuba hacía el M-19 en principios de 1981, Turbay restableció relaciones estrechas con los Estados Unidos. Se convirtió en un ferviente anticomunista, en el más destacado líder de América Latina en este sentido, afirmando la tesis del presidente de Estados Unidos Ronald Reagan, de que Cuba y Nicaragua fueron las principales fuentes de la subversión y el malestar interno en América Latina. Bogotá suspendió las relaciones diplomáticas con La Habana después de que el gobierno de Fidel Castro admitió que había apoyado las actividades de la guerrilla del M-19. El gobierno Turbay condenó el movimiento rebelde en El Salvador, criticó fuertemente la declaración conjunta de Francia y México en 1981, la que pedía una solución negociada de la insurgencia salvadoreña, y apoya enérgicamente el gobierno provisional en El Salvador, encabezada por José Napoleón Duarte en 1981 y 1982. 
Durante 1982, la guerra de las Malvinas en el Atlántico Sur entre Argentina y Gran Bretaña en las Islas Malvinas, el gobierno Turbay, junto con Estados Unidos, se abstuvieron en la votación clave de la OEA al invocar el Tratado Interamericano de Asistencia Recíproca (TIAR). Después de la guerra, Colombia sigue siendo uno de los pocos países de América Latina que siguen dispuestos a participar con Estados Unidos en las maniobras navales conjuntas en el Caribe. Colombia también envió tropas al Sinaí en 1982 como parte de la Fuerza Multinacional de Paz y Observadores exigida por el Tratado de Paz de 1979 entre Egipto e Israel.
Turbay continuando con las buenas relaciones con Washington y contribuyó a la solución de un viejo problema territorial entre los dos países: la situación de los cayos en el Caribe, Roncador y Quita Sueño. Firmado el 8 de septiembre de 1972, los Estados Unidos renunció a todas las reclamaciones de los cayos y bancos El Banco de Quita Sueño, Cayos de Roncador, Serrana sin perjuicio de las reclamaciones de terceros. El Senado de los Estados Unidos, sin embargo, no ratificó el tratado hasta 1981. Entre tanto, el nuevo gobierno sandinista revivió la reivindicación de larga data de Nicaragua en diciembre de 1979 sobre los arrecifes, así como la del Archipiélago de San Andrés, Providencia y Santa Catalina situado a unos 640 kilómetros al noroeste de Colombia en el Mar Caribe. Haciendo hincapié en sus reclama de la soberanía sobre la Isla de San Andrés, Colombia inició la creación de una presencia naval en la isla, que incluye arsenal de misiles Exocet.

#### Relaciones en las Administraciones Reagan-Betancur
Durante su campaña para presidente en 1982, Belisario Betancur no dio ninguna indicación de que tenía la intención de transformar la política exterior de Colombia. Una declaración de política exterior se quedó en una promesa, que hizo en varias ocasiones; normalizar las relaciones con Cuba. Pero poco después de asumir la presidencia, Betancur condujo fuera a Colombia del apoyo de la administración Reagan y llevó al país hacía las políticas de una postura de no alineados. Betancourt cambió la política de Turbay de estar contra la posición argentina en la guerra del Atlántico Sur y abogó por una mayor solidaridad entre América Latina y el Tercer Mundo. Colombia en 1983, con el patrocinio de Cuba y Panamá se unió al Movimiento de Países No Alineados. 
Betancourt también pidió que se pusiera fin a todas las intervenciones extranjeras en América Central a fin de evitar que la región se convierta en una zona de conflicto entre Oriente y Occidente. Al mismo tiempo, fue crítico de lo que él considera como los intentos de Estados Unidos de aislar a Cuba y Nicaragua a partir de los esfuerzos de paz en la región, su creciente "proteccionismo" de las políticas comerciales, su falta de voluntad para aumentar sus contribuciones al Fondo Monetario Internacional (FMI) Y el Banco Interamericano de Desarrollo (BID), y su negativa a hacer más para reducir la demanda en América del Norte de drogas. Colombia enfrenta a problemas financieros, no obstante, en 1985 Betancourt había abandonado su retórica nacionalista de la deuda y los problemas de la droga, adoptado estrictas medidas de austeridad para hacer frente a su crisis financiera del gobierno, y una cooperación más estrecha con los Estados Unidos en el tráfico antidrogas de campaña. Como resultado, los Estados Unidos apoyaron a Colombia para la renegociación de la deuda con el FMI y el Banco Mundial.

#### Guerra contra las drogas
En su primer año de mandato, el presidente Virgilio Barco adoptado un enfoque más pragmático en materia de relaciones exteriores, repatriación de Colombia a un perfil más bajo en la política internacional. Las relaciones entre Colombia y Estados Unidos finales del decenio de 1980 se consideran en general excelente, con pequeñas diferencias que se limitan al esfuerzo antidrogas colombiano del tráfico, su apoyo de agosto de 1987 al Acuerdo de Paz de Centroamérica iniciado por el presidente de Costa Rica, Óscar Arias Sánchez, las negociaciones de nuevos cafetales y los acuerdos textiles, además Bogotá se negó a condenar a Cuba por su violaciones de derechos humanos.
En los años 1970 y 1980, Colombia se mantiene como la principal fuente ilegal de la cocaína y marihuana de contrabando que entra a los Estados Unidos acosando las relaciones entre estos dos países. Aunque el Tratado de Extradición bilateral entre Colombia y Estados Unidos, fue firmado por ambos países en 1979, Betancourt inicialmente se negó a extraditar a los colombianos como una cuestión de principios. A mediados de plazo, sin embargo, cambió su posición después de cada alarma sobre las consecuencias para la estabilidad política de Colombia de la creciente influencia del narcotráfico, y el uso indebido de drogas entre los jóvenes de Colombia. El Cartel de Medellín ordena el asesinato del Ministro de Justicia Rodrigo Lara Bonilla que se produce el 30 de abril de 1984, tras el asesinato el presidente Betancourt lanzó una "guerra sin cuartel" contra el cartel de Medellín y comenzó a extraditar a traficantes de drogas a Estados Unidos. Durante noviembre de 1984 y junio de 1987, Colombia autorizó la extradición de 13 ciudadanos.
En un importante revés para los esfuerzos antidrogas, no obstante, la Corte Suprema de Justicia de Colombia en junio de 1987, declaró inconstitucional una ley que permitía la extradición de colombianos a Estados Unidos. En ese momento había más de 70 casos de extradición pendientes, incluidas las solicitudes de los tres miembros principales del Cartel de Medellín que aún estaban libres (Pablo Escobar, Fabio Ochoa, y Gonzalo Rodríguez Gacha). La anulación del tratado de extradición se debió a un fallo de la Corte Suprema en diciembre de 1986 el tratado de invalidar la legislación habilitante. La Corte Suprema de Justicia, reconstruida tras la hecatombe del Palacio de Justicia, declaró inexequible la ley que había aprobado el Tratado. Los magistrados sentenciaron que el hecho de que no hubiera sido firmado por el entonces presidente Turbay, como correspondía, sino por su ministro delegatario, la hacía inválida. En consecuencia, el único camino abierto a la administración Barco a volver a la legislación que permite al Congreso, que no fue deseoso de actuar por estar atrapado en el mundo de las amenazas y sobornos.

## SigloXXI

### Plan Colombia
El Plan Colombia cuenta principalmente con el apoyo del programa del gobierno estadounidense llamado Andean Counterdrug Initiative (ACI) o "Iniciativa Andina Contra las Drogas" y recibe asistencia del Foreign Military Financing (FMF) o "Financiación para Fuerzas Militares Extranjeras" del Department of Defense’s central counternarcotics account o Cuenta Central Antinarcóticos del Departamento de Defensa de los Estados Unidos. Los objetivos de Colombia y de los Estados Unidos difieren en algunos aspectos. El principal objetivo del gobierno estadounidense es prevenir el flujo de drogas ilegales hacia los Estados Unidos, como también ayudar a Colombia a promover la paz, el desarrollo económico que a la vez contribuye a la seguridad en la región andina. El principal objetivo de Colombia es promover la paz, el desarrollo económico, incrementar la seguridad y terminar con el tráfico ilegal de drogas. Ambos han evolucionado de lo estrictamente antinarcótico de la guerra contra las drogas a incluir aspectos de la guerra contra el terrorismo, debido a que los grupos violentos y mafias utilizan el negocio de la droga para financiar la guerra.
Por su parte, los opositores al proyecto creen que sus objetivos declarados, a saber, la lucha contra el narcotráfico, no serían en realidad más que una pantalla para justificar la expansión de la influencia estadounidense en la zona. Además, insisten en que el plan se centraría principalmente, si no exclusivamente, en la lucha contra las FARC-EP y no en la lucha contra todas las redes de narcotráfico. 

### Intercambio comercial
En el 2006, fue firmado el Tratado de Libre Comercio entre Colombia y Estados Unidos, sin embargo, entró en vigencia el 15 de mayo de 2012. Este tratado eliminó las barreras arancelarias para el comercio entre ambos países de un gran número de bienes y servicios. Los acuerdos comerciales entre Estados Unidos y Colombia se eliminaron con la firma del TLC.

### Crisis diplomática de 2025
El 26 de enero de 2025, el presidente Gustavo Petro prohibió el aterrizaje de dos aviones de las Fuerzas Armadas de los Estados Unidos con 160 ciudadanos colombianos deportados por encontrarse en situación migratoria irregular en los Estados Unidos, contraviniendo un acuerdo previo bilateral que él mismo autorizó, según un comunicado oficial emitido por  el secretario de Estado de los Estados Unidos, Marco Rubio. Su par estadunidense, Donald Trump, anunció una serie de represalias tras la decisión del ejecutivo colombiano, lo que incluyó un alza en los aranceles a los productos colombianos importados y la cancelación del otorgamiento de visados a ciudadanos colombianos. Por su parte, Petro anunció que bajo el principio de reciprocidad, serán aplicados los mismos aranceles a los productos estadounidenses.

## Misiones diplomáticas residentes
| de Colombia en los Estados Unidos - Washington D. C. (Embajada) - Atlanta (Consulado-General) - Boston (Consulado-General) - Chicago (Consulado-General) - Houston (Consulado-General) - Los Ángeles (Consulado-General) - Miami (Consulado-General) - Newark (Consulado-General) - Nueva York (Consulado-General) - Orlando (Consulado-General) - San Francisco (Consulado-General) - San Juan, Puerto Rico (Consulado-General) | de los Estados Unidos en Colombia - Bogotá (Embajada) |

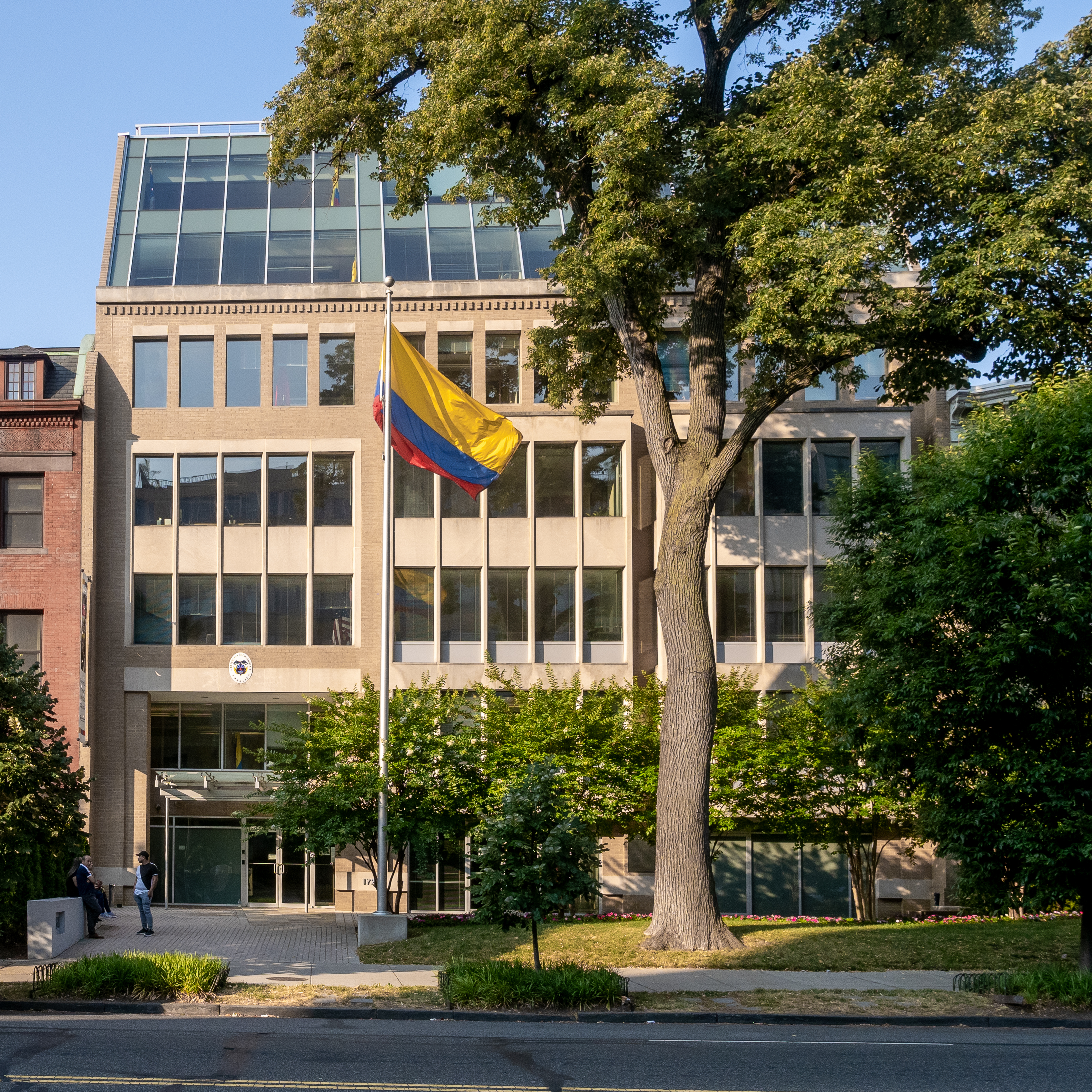
Embajada de Colombia en Washington, D.C.
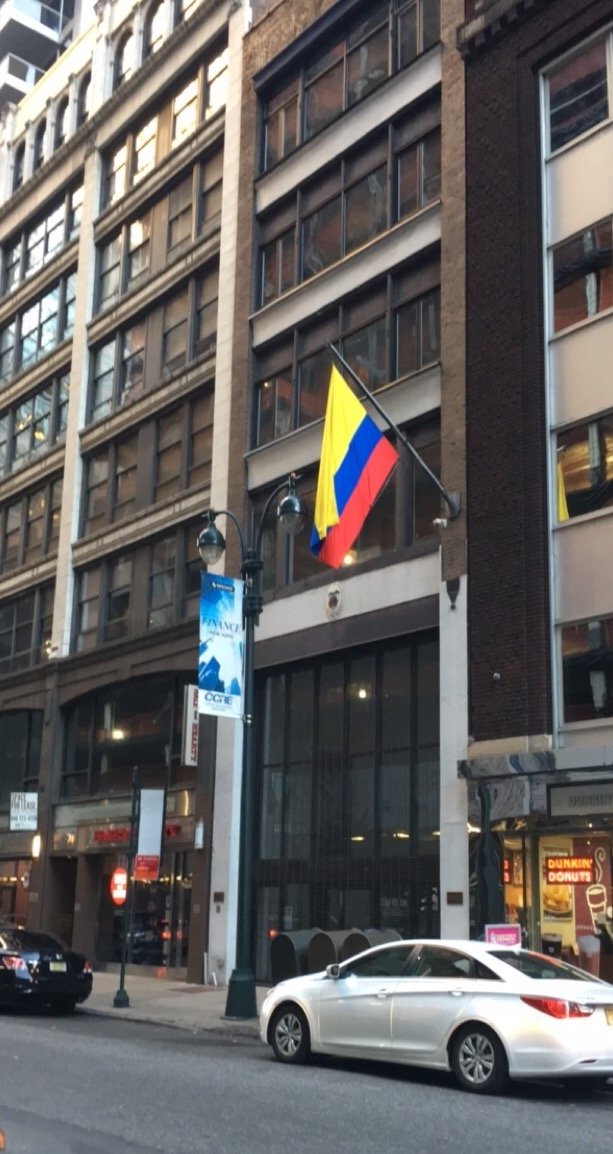
Consulado-General de Colombia en Nueva York
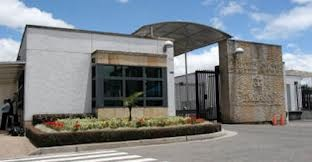
Embajada de los Estados Unidos en Bogotá